# 沃斯托克號
沃斯托克號（羅馬化：Vostok）又譯東方號，是一艘24門砲的俄羅斯帝國海軍小型風帆戰船，它分別是探險家別林斯高晉於1819年至1821年的第一次俄國南極遠征所乘旗艦，及米哈伊爾·拉扎列夫環球航行時的同行船隻。此船曾發現和兩次環繞南極洲、發現無數南冰洋及太平洋的島嶼。

## 歷史

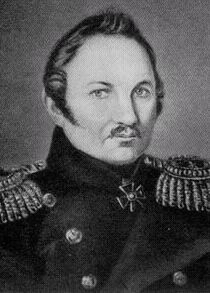
法比安·戈特利布·馮·別林斯高晉

沃斯托克號於1818年聖彼得堡奧赫塔船廠建成下水。
1819年7月14日［儒略曆7月3日］，由別林斯高晉指揮的沃斯托克號和米哈伊爾·拉扎列夫指揮的米爾尼號離開喀琅施塔得進行南極遠征。1820年1月28日［儒略曆1月16日］船隊抵達南極洲海岸，這是人類第一次目視到南極大陸。在澳洲雪梨修整後，船隊前往太平洋熱帶地區進行探索活動。1820年11月12日［儒略曆10月31日］，船隊再次返回南極。1821年1月22日［儒略曆1月10日］，船隊抵達此次旅程的最南點，西經92°19'、南緯69°53'。1821年8月5日［儒略曆7月24日］，他們回到喀琅施塔得。
在這751天的旅途中，他們航行超過了49,723英里（80,021）。除了發現世界第六座大陸——南極洲，他們也繪製了29座太平洋小島地圖及周邊複雜的水文圖。後來俄國海事局頒發一面獎章以紀念此次遠征。
1828年，沃斯托克號被除役並拆解。

## 紀念

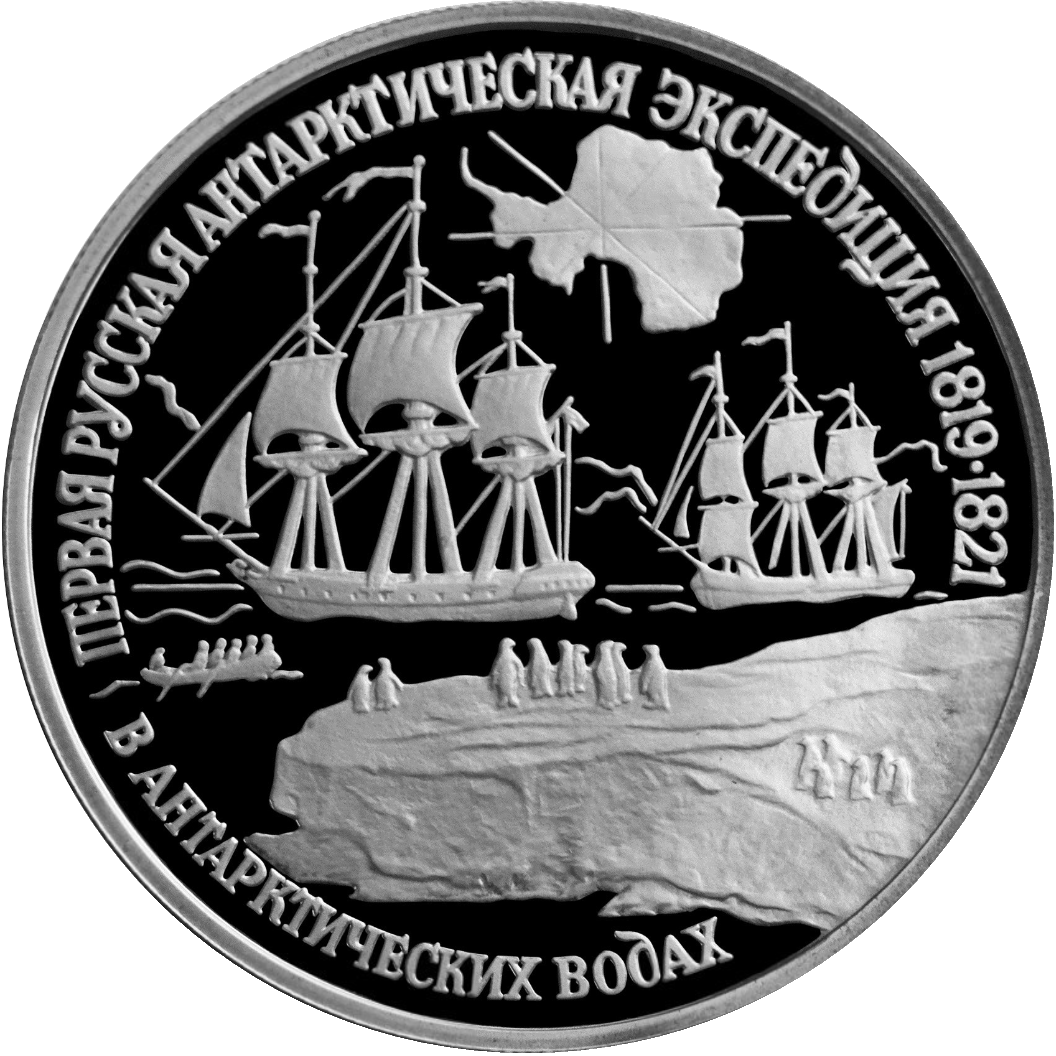
俄羅斯中央銀行發行的第一次南極遠征紀念硬幣，沃斯托克號（左）和米爾尼號（右）

- 玻里尼西亞萊恩群島中的東方號島，於1820年由別林斯高晉發現。[2]
- 亞歷山大一世島哈佛山脈的沃斯托克角，於1821年由別林斯高晉發現。
- 水星沃斯托克山脈。[3]
- 沃斯托克站，俄羅斯南極寒極科學考察站，位於東南極洲冰蓋之上。[4]於1957年12月16日的第二次蘇聯南極遠征時建立。[5]
- 沃斯托克冰底湖高原，位於南極洲甘布爾澤夫山脈之東。[6]
- 沃斯托克湖，世界最大的冰底湖。[4]俄羅斯地理學家安德里·卡皮查在蘇聯南極遠征搭乘飛機行經此地上空時，發現此處冰面平坦，而懷疑底下有湖泊或水體存在。[7]
- 東方一號，蘇聯載人太空載具，1961年4月12日將尤里·加加林送往太空中。[2]